# Lussery-Villars
Lussery-Villars – miejscowość i gmina (commune) w zachodniej Szwajcarii, w kantonie Vaud, w okręgu (district) Gros-de-Vaud. Leży nad rzeką Venoge. 

## Demografia
W Lussery-Villars mieszka 475 osób. W 2021 roku 16,6% populacji gminy stanowiły osoby urodzone poza Szwajcarią.

## Transport
Przez teren gminy przebiega droga główna nr 9. 